# Zalîman, Kreminna
Zalîman (în ucraineană Залиман) este un sat în așezarea urbană Krasnoricenske din raionul Kreminna, regiunea Luhansk, Ucraina.

## Demografie
Componența lingvistică a localității Zalîman
     Ucraineană (96,35%)
     Rusă (3,43%)
     Alte limbi (0,21%)
Conform recensământului din 2001, majoritatea populației localității Zalîman era vorbitoare de ucraineană (96,35%), existând în minoritate și vorbitori de rusă (3,43%).